# Злата Бартл
Злата Бартл (хорв. Zlata Bartl; нар. 20 лютого 1920, Сараєво (Королівство Югославія) — пом. 30 липня 2008, Копривниця, Хорватія) — боснійсько-хорватська та югославська хімік, творець універсальної приправи до страв «Вегета» (Vegeta).

## Життєпис
Злата Бартл народилась 1920 року і закінчила школу в Сараєво. А в 1938 році вступила на філософський факультет Загребського університету, де вивчала природні та біотехнічні науки, інженерію, медицину і охорону здоров'я.
Після закінчення університету працювала викладачкою спочатку у Сараєво, Баня-Луці, а пізніше повернулася до Сараєва, де розпочала свою наукову діяльність в Інституті промислових досліджень.
1955 року Злата Бартл обійняла посаду хіміка-технолога в лабораторії компанії Podravka у Хорватії. Першого великого успіху науковиця досягла в 1957 році, коли з ініціативи і під її керівництвом компанія розпочала виробляти зневоднені супи.

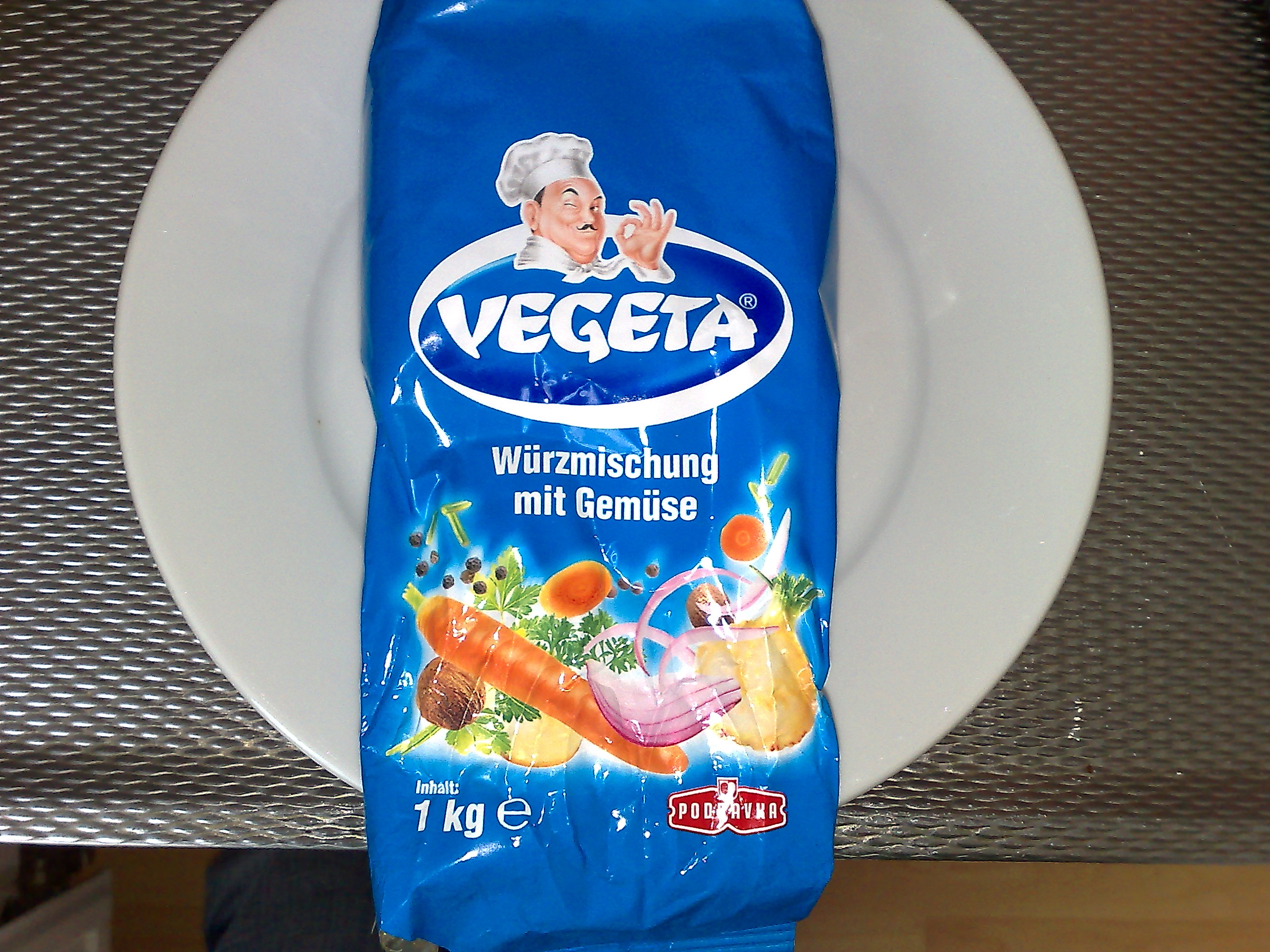
Приправа «Vegeta»

Там, в 1958 році, під її керівництвом був створений рецепт «Вегети», який став одним з найпопулярніших хорватських брендів. Приправа з'явилася на югославському ринку в 1959 році, а з 1967 року стала експортуватися до Угорщини та СРСР. Рекордний показник експорту «Вегети» був досягнутий в 1995 році і склав 26 000 тонн. З 2006 року «Вегета» випускається в декількох варіантах. Нині продається більш ніж в 40 країнах світу.
За винахід Злата Бартл отримала ряд визнань і нагород, включаючи:
- Орден Хорватської зірки.
- Премію Срібне серце Подравка (1972).
- Приз за технічну культуру Хорватії (1985).
- Премію за довічні досягнення (1987).
- Премію за багаторічні досягнення в роботі та високі досягнення від міста Копривниця.
- Медаль ордена Ніколи Тесли.
- Премію Золотий Мартен хорватської торгово-промислової палати (1998) та інші.

У 1976 році Злата Бартл вийшла на пенсію.
Нині працює фонд імені Злати Бартл для студентів хіміків, які навчаються в Загребському університеті.